# Mount Olds
Mount Olds är ett berg i Kanada.   Det ligger i provinsen British Columbia, i den sydvästra delen av landet, 3 500 km väster om huvudstaden Ottawa. Toppen på Mount Olds är 2 082 meter över havet.
Terrängen runt Mount Olds är huvudsakligen bergig, men den allra närmaste omgivningen är kuperad. Trakten runt Mount Olds är nära nog obefolkad, med mindre än två invånare per kvadratkilometer.. Närmaste större samhälle är Pemberton, 18,0 km sydväst om Mount Olds. 
Trakten runt Mount Olds är permanent täckt av is och snö.